# Tišina
Tišina là một khu tự quản (tiếng Slovenia: občine, số ít – občina) trong vùng Pomurska của Slovenia. Tišina có diện tích 38.8 km2, dân số là theo điều tra ngày 31 tháng 3 năm 2002 là 4189 người. Thủ phủ khu tự quản Tišina đóng tại Tišina.